# Meigenia lateralis
Meigenia lateralis là một loài ruồi trong họ Tachinidae.